# Leptoseris
Leptoseris es un género de corales de la familia Agariciidae, y pertenecen al grupo de los corales duros, orden Scleractinia.
Especies del género son los corales hermatípicos localizados a mayor profundidad: hasta 500 m, lo que es extraordinario en corales que realizan la fotosíntesis con sus algas zooxantelas. Al tiempo, la especie recién descubierta  L. troglodyta, es la única especie de la familia Agariciidae que no posee algas zooxantelas en sus tejidos, por lo que puede habitar en cuevas sin luz, siendo una especie troglodita.

## Especies
El Registro Mundial de Especies Marinas acepta las siguientes especies, de las que la UICN valora sus estados de conservación:
- Leptoseris amitoriensis. Veron, 1990. Estado: Casi amenazada ver 3.1
- Leptoseris cailleti. (Duchassaing & Michelotti, 1864). Estado: Preocupación menor ver 3.1
- Leptoseris cucullata. (Ellis & Solander, 1786). No evaluada
- Leptoseris explanata. Yabe & Sugiyama, 1941. Estado: Preocupación menor ver 3.1
- Leptoseris foliosa. Dinesen, 1980. Estado: Preocupación menor ver 3.1
- Leptoseris fragilis. Milne Edwards & Haime. No evaluada
- Leptoseris gardineri. Horst. Estado: Preocupación menor ver 3.1
- Leptoseris glabra Dinesen, 1980. No evaluada
- Leptoseris hawaiiensis. Vaughan, 1907. Estado: Preocupación menor ver 3.1
- Leptoseris incrustans. (Quelch). Estado: Vulnerable A4ce ver 3.1
- Leptoseris kalayaaensis. Licuanan & Alino, 2009. No evaluado
- Leptoseris mycetoseroides. Wells, 1954. Estado: Preocupación menor ver 3.1
- Leptoseris papyracea. (Dana, 1846). Estado: Preocupación menor ver 3.1
- Leptoseris scabra. Vaughan, 1907. Estado: Preocupación menor ver 3.1
- Leptoseris solida. Estado: Preocupación menor ver 3.1
- Leptoseris striata. Fenner & Veron, 2002. Estado: Casi amenazada ver 3.1
- Leptoseris troglodyta. Hoeksema, 2012. No evaluada
- Leptoseris tubulifera. Vaughan. Estado: Preocupación menor ver 3.1
- Leptoseris yabei. (Pillai & Scheer, 1976). Estado: Vulnerable A4ce ver 3.1

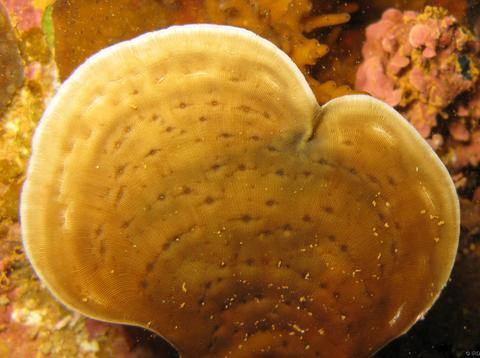
Leptoseris cucullata
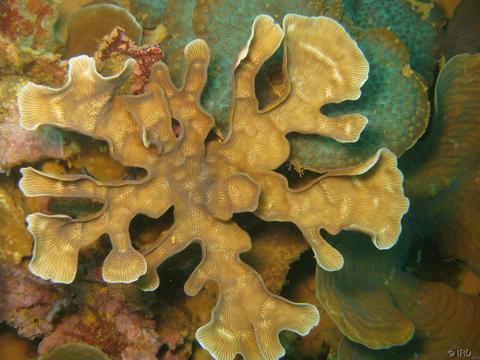
Leptoseris gardineri
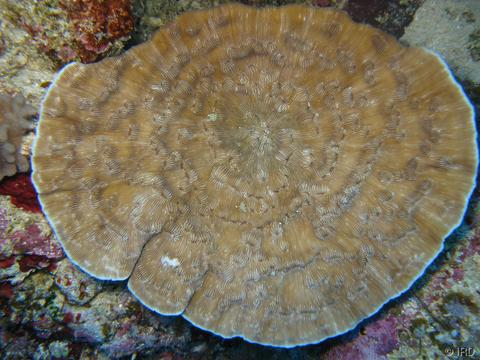
Leptoseris glabra
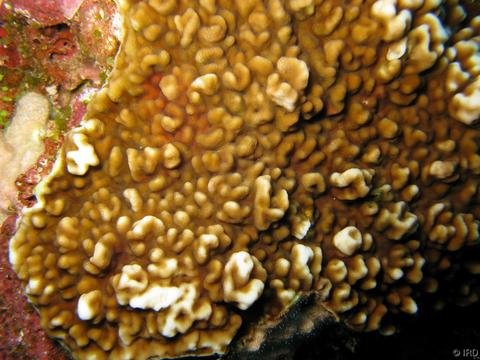
Leptoseris incrustans
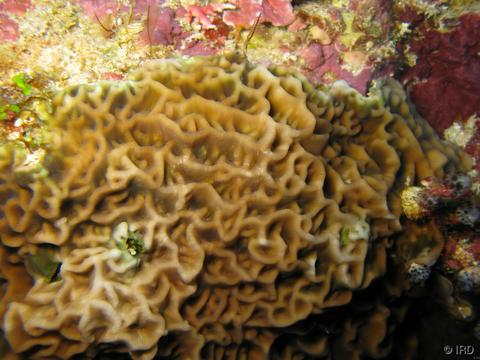
Leptoseris mycetoseroides
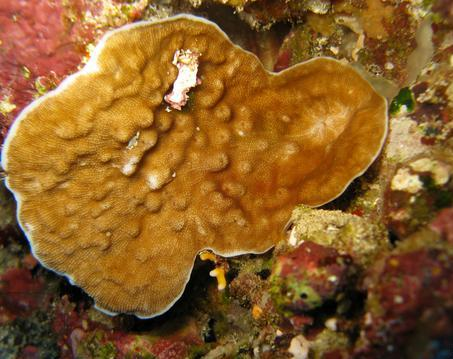
Leptoseris scabra
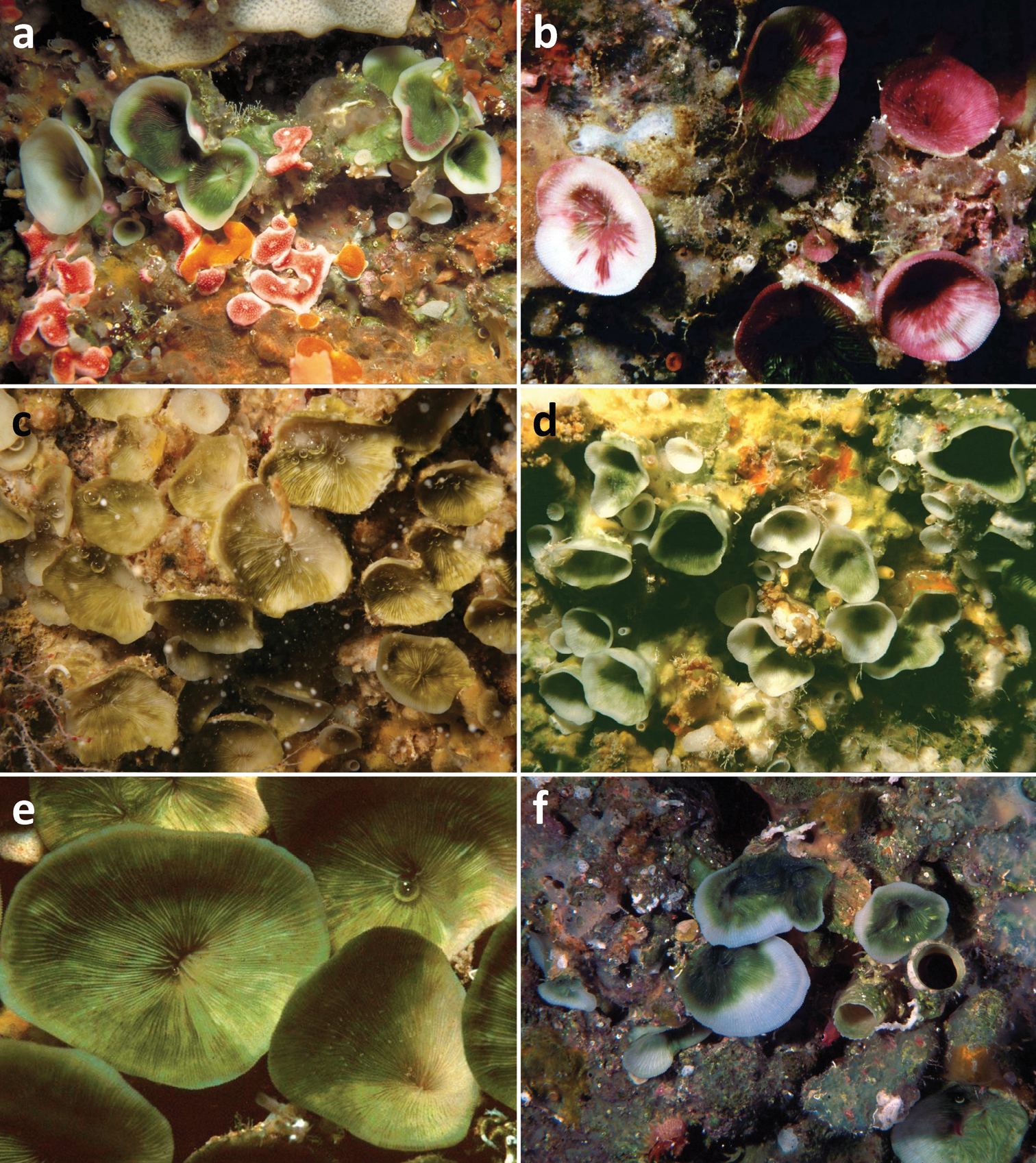
Leptoseris troglodyta
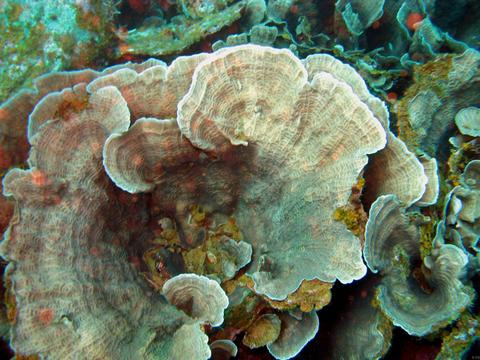
Leptoseris yabei

## Morfología
Colonias con un amplio rango de morfologías: masivas, incrustantes, laminares o foliáceas, en este último caso, normalmente son unifaciales, o que forman coralitos en sólo una cara de las "hojas" de la colonia. Esta característica los diferencia de sus familiares del género Pavona, que en ocasiones adoptan formas muy similares, pero bifaciales. Diversas especies escogen más de una de esas formas, en respuesta a las condiciones ambientales. La especie L. troglodyta forma colonias modulares, con coralitos en forma de copa, que pueden estar fusionados por la placa basal, o no estarlo, siendo solitarios.
Los coralitos tienen muros pobremente definidos. Son pequeñas depresiones superficiales, normalmente con columela, y, en ocasiones, separados por crestas. Están interconectados por septo-costae prominentes. 
Normalmente exhiben un distintivo coralito central. Usualmente, los coralitos de los extremos de la colonia crecen inclinándose hacia abajo.
De tonalidades marrones, o verdosas, gris o naranja. Normalmente con los extremos de las colonias en tonos pálidos o blancos.
La especie Leptoseris hawaiiensis presenta coloración azul y pigmentación verde fluorescente en el centro de las colonias; esto se debe a que, en estudios de la Universidad Estatal de Ohio, se han localizado colonias a más de 100 m de profundidad, dónde apenas llega la luz. Otros estudios científicos vienen a comprobar que ejemplares de otra especie del género, Leptoseris fragilis, se localizan a 145 m de profundidad, en el mar Rojo, y realizando la fotosíntesis, en un proceso de fotoadaptación que amplifica la escasa luz percibida en esas profundidades.

## Hábitat y distribución
Su distribución geográfica comprende las aguas tropicales del océano Indo-Pacífico, desde África oriental, mar Rojo, el Golfo Arábigo, Indonesia, Malasia, Filipinas, Japón, Nueva Guinea, Australia, islas del Pacífico, y hasta California. También en el Atlántico occidental, en Florida y el Caribe.
Habita en diversas partes del arrecife: laderas, mesetas y lagunas, en zonas de oleaje medio a fuerte, entre los 0 y 500 m de profundidad, y en un rango de temperaturas entre 7.22 y 28.82 (°C).

## Alimentación
Los pólipos contienen algas simbióticas; mutualistas, ambos organismos se benefician de la relación, llamadas zooxantelas. Las algas realizan la fotosíntesis produciendo oxígeno y azúcares, que son aprovechados por los pólipos, y se alimentan de los catabolitos del coral, especialmente fósforo y nitrógeno. Esto les proporciona del 70 al 95% de sus necesidades alimenticias. El resto lo obtienen atrapando plancton y materia orgánica disuelta en la columna de agua.

## Reproducción
Las colonias producen esperma y huevos que se fertilizan en el agua. Las larvas deambulan por la columna de agua hasta que se posan y fijan en el lecho marino, una vez allí se convierten en pólipos y comienzan a secretar carbonato cálcico para construir su esqueleto, o coralito. Posteriormente, se reproducen asexualmente por gemación, dando origen a otros ejemplares, y conformando así la colonia.